# Plancas II
Plancas II est une localité de Sao Tomé-et-Principe située au nord de l'île de Sao Tomé, dans le district de Lobata. C'est une ancienne roça.

## Population
Lors du recensement de 2012, 115 habitants y ont été dénombrés.

## Roça
C'était une dépendance de la roça Plancas I. Quoique simple, sa casa principal (maison de maître) présente quelques particularités : l'étage supérieur en lattes de bois repose sur un premier niveau en maçonnerie.
Photographies et croquis réalisés en 2014 mettent en évidence la disposition des bâtiments, leurs dimensions et leur état à cette date.